# Паул Веверс
Паул Веверс (Келн, 21. јун 1907 — Брауншвајг 6. март 1941) бивши је немачки кајакаш који се такмичио на Олимпијским играма 1936. у Берлину.

## Спортска биографија
Паул Веверс био је члан Кајакашког клуба Келн. У пару са Францом Шнајдером освојио је 3 пута (1931—33) немачко првенство, у дисциплини класични кајак двосед К-2 на 1.000 метара. Исти пар је 1933. победио на Европском првенству у дисциплини склопиви кајак Ф-2 на 10.000 метара.
Године 1936. учествовао је на Летњим олимпијским играма, овај пут у пару са Лудвигом Ланденом. Веслали су у класичном кајаку двоседу К-2 на 10.000 метара и победили 20 секунди испред аустријаког пара Виктор Калиш — Карл Штајнхубер. Постали су први олимпијски победници у дисциплини класичног кајака двоседа К-2 на 10.000 метара, јер су кајак и кану први пут били у званичном програму олимпијских игара.
Паул Веверс је погинуо почетком Другог светског рата, у марту 1941. код Брауншвајга, кад се срушио авион којим је летео. Имао је само 33 године.